# نفط خام خفيف
النفط الخام الخفيف هو نفط ذو كثافة قليلة ضئيلة بالنسبة لكثافة الماء، ولذلك يطفو على سطحه بسهولة. ووفق ذلك يصنف النفط خفيفاً وفق مقياس الكثافة النوعية حسب معهد النفط الأمريكي (API gravity) إذا كانت قيمتها أكبر من 31.10.
تعد ميزات النفط الخام الخفيف مرغوبة بسبب احتوائه على نسبة مرتفعة من القطفات الخفيفة.

## طالع ايضاً
- مقياس الكثافة النوعية حسب معهد النفط الأمريكي
- نفط خام ثقيل